# Carlos Duarte Costa
Carlos Duarte Costa (Río de Janeiro, 21 de julio de 1888 - 26 de marzo de 1961) fue un obispo católico brasileño, fundador de la Iglesia católica apostólica brasileña, y excomulgado por la Santa Sede.

## Biografía
Carlos Duarte Costa nació en Río de Janeiro el 21 de julio de 1888. Su padre era João Matta Francisco Costa y su madre Maria Carlota Duarte da Silva Costa, que provenía de una familia muy comprometida en política y en el servicio público. Completó sus estudios primarios en el Colegio Salesiano "Santa Rosa" en Niterói y el 24 de julio de 1897 recibió su primera comunión en la catedral de Uberaba de manos de su tío, monseñor Eduardo Duarte y Silva. En el mismo año fue llevado a Roma por su tío para estudiar en el Pontificio Colegio Pío Latino Americano, un seminario dirigido por la Compañía de Jesús. En 1905 regresó a Brasil por razones de salud e ingresó en un seminario agustino en Uberaba, donde continuó sus estudios. Después de la ordenación como diácono, sirvió en la iglesia catedral de Uberaba con su tío.

### Formación y sacerdocio
El 1 de abril de 1911 fue ordenado sacerdote para la archidiócesis de Río de Janeiro por monseñor Eduardo Duarte y Silva. Trabajó con su tío en Uberaba como secretario de la diócesis y recibió el título de monseñor por la publicación de un catecismo para niños. Más tarde fue ascendido a protonotario apostólico y secretario general de la archidiócesis de Río de Janeiro, sirviendo hasta 1923.
El 4 de julio de 1924, el papa Pío XI lo nombró obispo de Botucatu. Recibió la ordenación episcopal el 8 de diciembre siguiente en la catedral metropolitana de Río de Janeiro del arzobispo coadjutor de Río de Janeiro Sebastião Leme da Silveira Cintra, consagrando al obispo de Ribeirão Preto Alberto José José Gonçalves y el de Espírito Santo Benedito Paulo Alves de Souza.

### Obispo
En la década de 1930, Duarte Costa se involvió profundamente en los cambios sociales y políticos en Brasil. La economía de Brasil se derrumbó en 1929 después de la Gran Depresión y un régimen militar populista tomó el poder en 1930. Dirigido por Getúlio Vargas, el nuevo gobierno implementó políticas irregulares en sus primeros años, a veces anticlericales y antiaristocráticas, a veces en la dirección opuesta. En 1932, Duarte Costa se convirtió en un importante portavoz de la Liga Católica Electoral, que fue organizada por la Iglesia para presionar las leyes y los actos del gobierno para que se inspiraran en los principios cristianos.
En 1932, desempeñó un papel activo en la revolución constitucional, un intento fallido de restaurar el gobierno constitucional en Brasil. Formó un "batallón de obispos" para luchar del lado de las tropas constitucionales y ayudó a financiar el batallón vendiendo propiedades personales y diocesanas. El batallón Duarte Costa nunca luchó y esto fue una fuente de decepción para él. El apoyo de Duarte Costa a la revolución constitucional le valió la animosidad del presidente Getúlio Vargas y marcó el comienzo de un largo período de relaciones difíciles entre Duarte Costa y el gobierno brasileño.
En 1936 hizo su segunda visita ad limina y conoció al papa Pío XI. Se cree que le presentó al papa una lista de propuestas radicales de reforma para la Iglesia de Brasil, aunque no hay evidencia de esto. Durante este tiempo se hizo amigo de otro sacerdote abierto que habría alcanzado fama mundial, Hélder Câmara.
El 22 de septiembre de 1937, el papa Pío XI aceptó su renuncia al gobierno pastoral de la diócesis y lo nombró obispo titular de Maura. Duarte Costa dejó la curia diocesana, pero permaneció en Río de Janeiro. Obtuvo el apoyo de un protector, el cardenal Sebastião Leme da Silveira Cintra, quien le otorgó permiso para mantener una capilla privada. Luego fundó la revista Nossos ("La nostra") como un vehículo para difundir la devoción a la Santísima Virgen María.
Pronto, sin embargo, Duarte Costa reanudó sus críticas verbales al gobierno y la administración de la Iglesia nacional, que consideró un accesorio para el maltrato de los pobres en Brasil. Criticó abiertamente algunas encíclicas papales, como Rerum Novarum del Papa León XIII y Quadragesimo Anno y Divini Redemptoris del Papa Pío XI.
En respuesta a su continua insubordinación, el 2 de julio de 1945 la Santa Sede le impuso la pena de excomunión. Inmediatamente se proclamó a sí mismo "arzobispo de Río de Janeiro" y le dijo a la prensa que esperaba pronto ordenar a diez abogados casados y profesionales como sacerdotes de su nueva iglesia. Pocos días después de enterarse de su excomunión, Duarte Costa fundó la Iglesia católica apostólica brasileña. Su estatuto fue publicado en el registro federal el 25 de julio y la Iglesia fue legalmente registrada como asociación civil. El 18 de agosto de 1945, Duarte Costa publicó una "Declaración a la nación", en la que nuevamente criticó a la Iglesia Católica Romana y promovió su nueva Iglesia nacional. Aunque ya había sido excomulgado, fue declarado "excomulgado de por vida" el 24 de julio de 1946. Esto prohibió a los católicos asociarse con él. En los años inmediatamente posteriores a la fundación de la Iglesia, Duarte Costa consagró cuatro obispos, Salomão Barbosa Ferraz (el 15 de agosto de 1945), Jorge Alves de Souza y Antidio José Vargas (ambos en 1946) y Luis Fernando Castillo Méndez (el 3 de mayo de 1948).
Duarte Costa murió pacíficamente mientras dormía en Río de Janeiro el 26 de marzo de 1961, el Domingo de Ramos, a la edad de 72 años. En ese momento, la Iglesia Católica Apostólica Brasileña tenía 50 sacerdotes y 37 obispos, con muchas congregaciones reunidas en hogares privados. Duarte Costa fue acreditado y alabado por la Iglesia por sus actos de caridad para los pobres y su fuerte devoción a la Santísima Virgen María y la Eucaristía. Está enterrado en una cripta ubicada en el número 54 en via del Couto en Río de Janeiro.